# Ask the StoryBots
Ask the StoryBots (conocida en Latinoamérica como Pregunte a los StoryBots) es una serie infantil animada estadounidense, estrenada en la plataforma Netflix el 12 de agosto de 2016. Originalmente creada y producida por los estudios JibJab, la franquicia fue adquirida en su totalidad por Netflix en mayo de 2019. En su primera temporada, la serie fue nominada a un Premio Annie y fue finalista en los Premios Peabody, además de recibir otros reconocimientos. Ask the StoryBots ha sido reconocida como la mejor serie infantil de Netflix por la revista Wired y el sitio web especializado Decider, recibiendo críticas positivas que citan específicamente su calidad educativa y su valor de entretenimiento tanto para niños como para adultos.

## Reparto

### Principal
- Judy Greer como Beep
- Erin Fitzgerald como Bo
- Fred Tatasciore como Bang
- Jeff Gill como Bing
- Gregg Spiridellis como Boop
- Evan Spiridellis como Hap

## Episodios

### Temporada 1
- "How Does Night Happen?"
- "How Do Airplanes Fly?"
- "Why Do I Have To Brush My Teeth?"
- "Why Is The Sky Blue?"
- "Where Do French Fries Come From?"
- "Where Does Rain Come From?"

### Temporada 2
- "How Do Computers Work?"
- "Why Can't I Eat Dessert All the Time?"
- "How Many Types of Animals Are There?"
- "How Do Ears Hear?"
- "How Do Volcanoes Work?"
- "What Is Electricity?"
- "How Do Flowers Grow?"
- "How Do People Catch A Cold?"

### Temporada 3
- "How Do You Make Music?"
- "Where Do Planets Come From?"
- "Why Do People Look Different?"
- "Why Do We Have To Recycle?"
- "How Do Cell Phones Work?"
- "What Happens When You Flush the Toilet?"
- "Where Does Chocolate Come From?"
- "How Do Eyes See?"